# Tom Steels
Tom Steels, né le 2 septembre 1971 à Saint-Gilles-Waes, est un coureur cycliste belge, reconverti en directeur sportif chez Deceuninck-Quick Step. Durant sa carrière, il est considéré comme un des meilleurs sprinteurs du monde. Ses principales victoires : 4 fois champion de Belgique sur route (1997, 1998, 2002, 2004), 2 fois vainqueur de Gand-Wevelgem (1996 et 1999), vainqueur de 9 étapes du Tour de France (4 en 1998, 3 en 1999, 2 en 2000), vainqueur de 2 étapes du Tour d'Espagne (1996). Il a aussi été lauréat du Vélo de cristal et du Sprint d'or en 1998.

## Biographie
C'est sur la piste que Tom Steels a réalisé ses premiers coups d'éclat. En 1991 et 1992, il est champion de Belgique de la course à l'américaine avec Gino Primo, ce qui lui vaut de participer aux Jeux olympiques de Barcelone.
En 1994, il devient professionnel dans l'équipe Vlaanderen 2002. En 1996, il est recruté par l'équipe Mapei avec laquelle il participe une seconde fois aux Jeux olympiques à Atlanta.
En 1997, il est exclu du Tour de France pour avoir jeté un bidon en direction de Frédéric Moncassin lors de l'arrivée de la sixième étape à Marennes (Charente-Maritime), reprochant à ce coureur de lui avoir donné un coup de coude.
Lors de la saison 2000, il commence sa saison au Tour méditerranéen dont il remporte la 4e étape au sprint devant les Italiens Mario Cipollini (Saeco-Valli & Valli) et Marco Zanotti (Liquigas-Pata). Il est ensuite au départ de Paris-Nice et y remporte la 7e et dernière étape, au sprint à Nice, en devançant le Français Damien Nazon (Bonjour-Toupargel) et l'Américain George Hincapie (US Postal Service).
Il est le recordman des victoires au championnat de Belgique avec quatre succès.
Depuis 2006, il est conseiller communal de Saint-Nicolas (Flandre orientale) pour le Parti Socialiste Flamand.
En juin 2008, il participe à sa dernière course officielle, la course en ligne du championnat de Belgique à Knokke. Le 15 août, il met fin à sa carrière après un critérium à Nieuwkerken-Waas. Il a l'intention de devenir entraîneur pour jeunes coureurs. Son neveu Stijn est également coureur professionnel et membre de l'équipe de Belgique sur piste.
En octobre 2010, il est annoncé qu'il a commencé à travailler comme entraîneur et directeur sportif chez Quick Step.

## Palmarès sur route

### Palmarès amateur
- 1989
  -  Champion de Belgique sur route juniors
  - 8e du championnat du monde sur route juniors
- 1990
  - Ledegem-Kemmel-Ledegem
- 1991
  - 2e du Circuit du Westhoek

### Palmarès professionnel
| - 1994 - 10e étape du Tour de l'Avenir - 2e de la Côte picarde - 3e du Mémorial Rik Van Steenbergen - 1995 - Grand Prix du 1er mai - Prix d'honneur Vic De Bruyne - 6e étape de la West Virginia Classic - Mémorial Rik Van Steenbergen - 4e étape du Tour des Pays-Bas - Prix national de clôture - 2e d'À travers la Belgique - 2e du championnat de Belgique sur route - 1996 - 2e étape du Tour méditerranéen - Circuit Het Volk - Gand-Wevelgem - 5ea étape du Tour de Galice - 4e et 22e étapes du Tour d'Espagne - 2e du Tour de Cologne - 2e de Paris-Tours - 3e de Binche-Tournai-Binche - 1997 - Champion de Belgique sur route - Trofeo Calvia - 2e, 3e, 5e et 8e étapes de Paris-Nice - 2e étape du Tour de Luxembourg - 7e étape du Tour de Suisse - 3e et 4e étapes du Tour de la Région wallonne - Coupe Sels - 2e du Circuit Het Volk - 2e du Championnat des Flandres - 3e du Trofeo Manacor - 1998 - Champion de Belgique sur route - Trofeo Soller - Trofeo Calvia - 2e et 5e étapes du Tour d'Andalousie - 3e et 4e étapes de Paris-Nice - À travers les Flandres - 1re, 12e, 18e et 21e étapes du Tour de France - 2e du Challenge de Majorque - 3e du Circuit des bords flamands de l'Escaut | - 1999 - 1re et 5e étapes du Tour d'Andalousie - 8e étape de Paris-Nice - 1re étape des Trois Jours de La Panne - Gand-Wevelgem - 2e, 3e et 17e étapes du Tour de France - 2e du Trofeo Palma de Mallorca - 3e du Trofeo Soller - 3e du Circuit Het Volk - 3e de Paris-Roubaix - 2000 - 4e étape du Tour méditerranéen - 8e étape de Paris-Nice - 2e étape des Trois Jours de La Panne - 2e et 3e étapes du Tour de France - 2e et 6e étapes du Tour de la Région wallonne - 2001 - 1re étape du Tour d'Allemagne - 1reb et 2e étapes du Tour de Suède - 2e du Omloop van de Westkust - 3e du Trofeo Palma de Mallorca - 2002 - Champion de Belgique sur route - 6e étape des Quatre Jours de Dunkerque - 6e étape du Tour de Catalogne - 2003 - 3e étape de l'Étoile de Bessèges - 1re étape du Tour de Belgique - 7e étape du Tour d'Autriche - 2004 - Champion de Belgique sur route - 1re étape de l'Étoile de Bessèges - 2e étape du Tour de Luxembourg - 1re et 3e étapes du Tour d'Autriche - 2005 - 2e et 4e étapes de l'Étoile de Bessèges - 2e étape du Tour de l'Algarve - 3e étape des Trois Jours de La Panne - 7e de Gand-Wevelgem - 2006 - 9e de Paris-Tours |  |

## Résultats sur les grands tours

### Tour de France
6 participations
- 1997 : exclu pour avoir jeté un bidon sur Frédéric Moncassin lors du sprint pour la victoire de la 6e étape à Marennes (Charente-Maritime)
- 1998 : 86e, vainqueur des 1re, 12e, 18e et 21e étapes
- 1999 : 104e, vainqueur des 2e, 3e et 17e étapes
- 2000 : abandon (12e étape), vainqueur des 2e et 3e étapes
- 2001 : abandon (10e étape)
- 2002 : abandon (5e étape)

### Tour d'Italie
1 participation
- 2005 : abandon (3e étape)

### Tour d'Espagne
2 participations
- 1996 : 86e, vainqueur des 4e et 22e étapes
- 2005 : abandon (13e étape)

## Palmarès sur piste

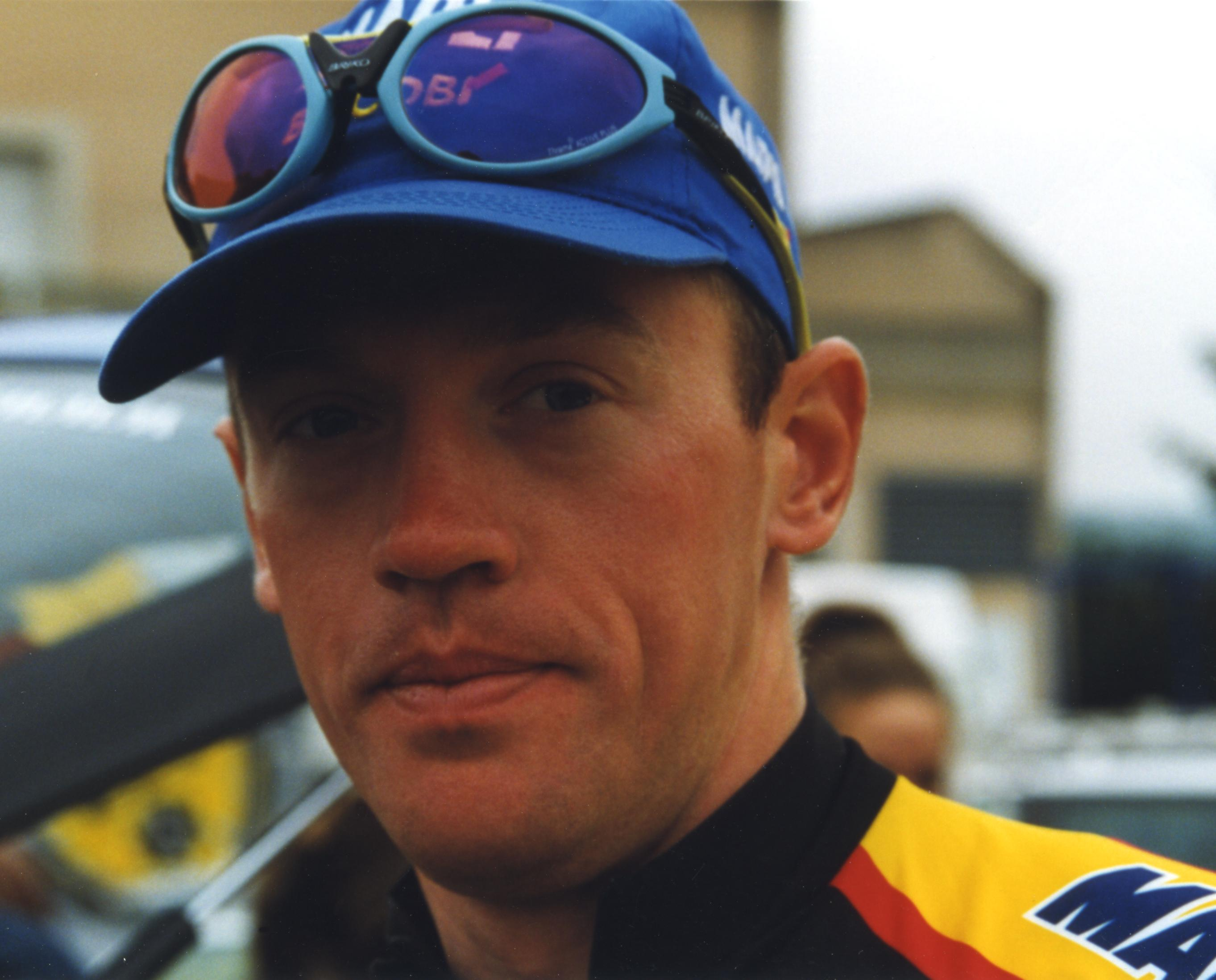
Tom Steels lors du Paris-Tours 1998

### Championnats du monde
- Stuttgart 1991
  - 12e du kilomètre

### Championnats du monde juniors
- 1989
  -  Médaillé d'argent du kilomètre

### Championnats de Belgique
- 1989
  -  Champion de Belgique de vitesse juniors
  -  Champion de Belgique de l'omnium juniors
  -  Champion de Belgique du kilomètre juniors
- 1991
  -  Champion de Belgique de l'américaine amateurs (avec Gino Primo)
- 1992
  -  Champion de Belgique du kilomètre amateurs

### Six Jours
- 2006
  - 3e des Six jours de Hasselt (avec Marco Villa)

## Récompenses
- Lauréat du Vélo de cristal : 1998
- Lauréat du Sprint d'or : 1998